# Hyphantria candida
Hyphantria candida är en fjärilsart som beskrevs av Walker 1865. Hyphantria candida ingår i släktet Hyphantria och familjen björnspinnare. Inga underarter finns listade i Catalogue of Life.